# Mega Smeralda
Le Mega Smeralda est un cruise-ferry du groupe Corsica Ferries - Sardinia Ferries. Construit de 1984 à 1985 aux chantiers Wärtsilä d'Helsinki pour la compagnie suédoise Johnson Line, il portait à l'origine le nom de Svea. Mis en service en mai 1985 sur les lignes du réseau Silja Line entre la Finlande, l'archipel d'Åland et la Suède, il est alors le plus grand cruise-ferry du monde. Rebaptisé Silja Karneval en 1992 à la suite d'une refonte, il est ensuite vendu en 1994 à la compagnie norvégienne Color Line qui l'exploite à compter d'avril entre la Norvège et le Danemark sous le nom de Color Festival. Cédé en novembre 2007 au groupe franco-italien Corsica Ferries, il prend le nom de Mega Smeralda et est affecté dans un premier temps entre l'Italie continentale et la Sardaigne durant l'été 2008. Depuis novembre 2008, le navire navigue sur différentes lignes de la compagnie bastiaise vers la Corse et la Sardaigne depuis le continent français et italien.

## Histoire

### Origines et construction
Dans les années 1980, les lignes maritimes entre la Finlande et la Suède sont le théâtre d'une concurrence acharnée entre les opérateurs Silja Line et Viking Line. Depuis 1980 et la mise en service des navires jumeaux Viking Saga et Viking Song entre Helsinki et Stockholm, une véritable guerre du tonnage et du luxe a été déclarée entre les deux armateurs. Dès 1981, Silja Line avait riposté avec l'inauguration des cruise-ferries Finlandia et Silvia Regina, bien plus imposants que ceux de la concurrence. Le succès rencontré par ces deux navires incite alors les compagnies Effoa et Johnson Line, propriétaires de la marque Silja Line, à faire construire une deuxième paire de navires aux caractéristiques similaires afin de surpasser les navires de Viking Line entre Turku, Mariehamn et Stockholm. À cet effet, les deux armateurs lancent un appel d'offres en commun en vue de la réalisation de deux navires identiques auquel répondent deux constructeur, le finlandais Wärtsilä et le japonais Nippon Kōkan. Si l'offre de ce dernier s'avèrera la moins coûteuse, Effoa et Johnson Line privilégieront la construction de leurs futurs navires en Finlande en raison d'une subvention de 72 millions de marks de la part de l'État finlandais. Ainsi, le 13 avril 1983, les contrats de construction de la nouvelle paire sont signées entre Effoa, Johnson Line et Wärtsilä.
Conçues sur la base des Finlandia et Silvia Regina, les futures unités reprennent les caractéristiques générales de leurs prédécesseurs avec des dimensions, des aménagements et une capacité semblables. Ils se démarquent toutefois par leur ligne plus arrondie, là où leurs aînés arborent une forme très anguleuse. Malgré une apparence très similaire, la nouvelle paire affiche un profil plus élégant avec notamment une cheminée sans contrefort et leur verrière avant complètement intégrée à la ligne du navire. L'accès avant du garage est également modifié avec une ouverture au moyen de deux ventaux à la place de l'étrave mobile dont sont équipés le Finlandia et le Silvia Regina.
Le premier navire est mis sur cale à Helsinki le 12 avril 1984 et lancé le 28 septembre. Il était initialement prévu que celui-ci soit livré à Effoa tandis que Johnson Line réceptionnerait le second navire dont la livraison doit intervenir à quelques mois d'intervalle. Cependant, dans un souci de correspondance à l'emploi du temps des équipages de Johnson Line, il est finalement décidé que cette dernière prendra livraison du premier navire. C'est à cette occasion que son nom de baptême est arrêté, le nouveau cruise-ferry portera le nom de Svea, figure allégorique et emblème de la nation suédoise. À la suite des travaux de finition, le navire est baptisé le 7 mai 1985 par sa marraine Birgit Nilsson, soprano dramatique suédoise puis livré ce même jour à Johnson Line. Le navire est à cet instant le plus grand car-ferry au monde mais sera dépassé quelques jours plus tard par le Mariella de Viking Line.

### Service

#### Silja Line (1985-1994)

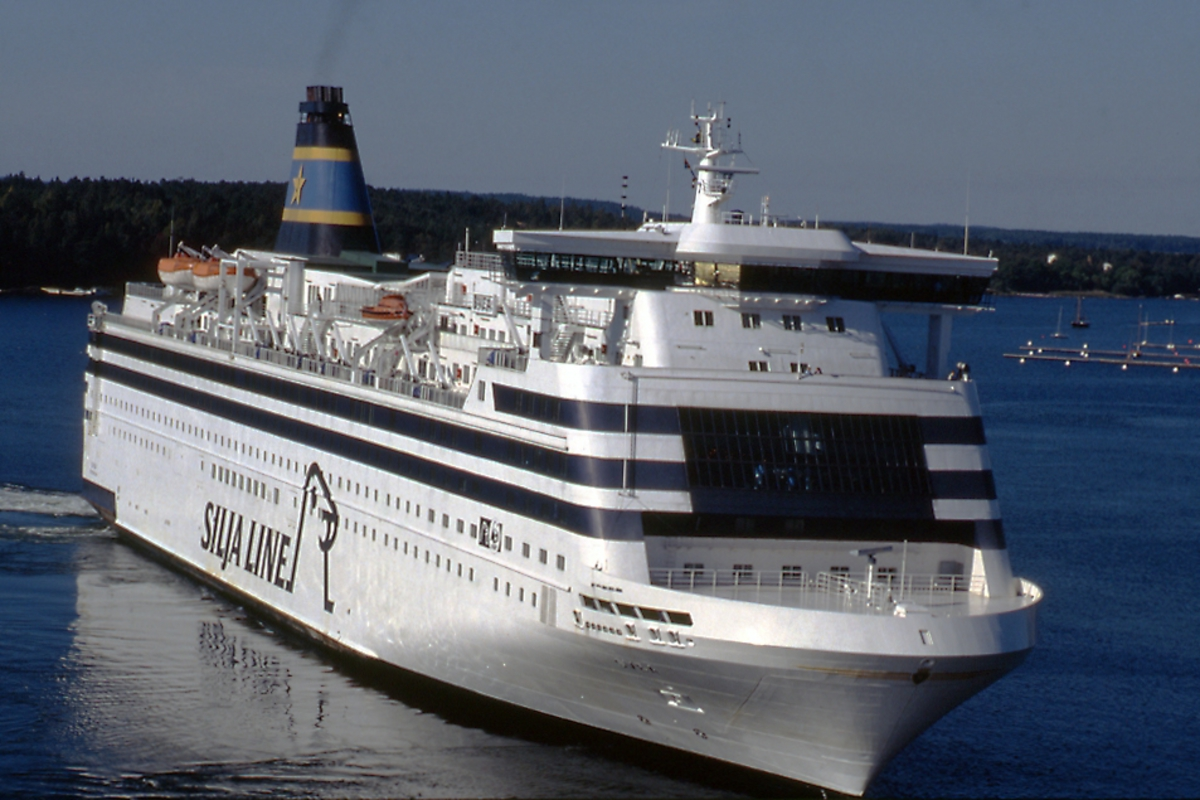
Le Svea au début de sa carrière sous les couleurs de Silja Line.

Quelques jours après sa livraison, le Svea quitte les chantiers pour la Suède où il est présenté au parc d'attractions Gröna Lund de Stockholm le 11 mai 1985. Le 13 mai, le cruise-ferry commence son exploitation commerciale sous les couleurs de Silja Line en quittant Stockholm pour Turku en passant par Mariehamn. En 1986, il est rejoint par son jumeau le Wellamo, exploité par Effoa.
En 1989, un projet d'aménagement de rails sur le pont garage du Svea, afin de transporter des wagons ferroviaires à bord, est un temps évoqué, puis abandonné. Cette même année, Johnson Line devient pleinement propriétaire du navire.
Le 15 mai 1990, le cruise-ferry est victime d'une avarie au niveau des machines alors qu'il s'apprêtait à quitter Turku, entraînant l'annulation de la traversée. En août, les sociétés Johnson Line et Effoa, propriétaires de Silja Line, fusionnent afin de ne former qu'une seule et même entité, EffJohn. Le Svea passe de nouveau sous le contrôle de Svea Line afin de régler des différents à propos des apports des deux sociétés. La cheminée du navire, qui portait jusqu'à présent les couleurs de Johnson Line, arbore désormais l'emblème de Silja Line et les bandes noires bordant les hublots sont repeintes en bleu.
Le 4 mars 1992, le Svea et le Wellamo entrent aux chantiers Lloyd Werft de Bremerhaven afin de subir une large refonte. Les aménagements intérieurs sont reconstruits et la décoration modernisée, un nouveau bar panoramique est ajouté au pont 9, et une nouvelle livrée à dominante bleue remplace les traditionnelles bandes de Silja Line. À l'occasion, le navire est renommé Silja Karneval le 31 mars. À l'origine, les fonds utilisés pour la refonte du Svea et le Wellamo étaient destinés à la modernisation du ferry rapide Finnjet, mais devant l'importance du coût, la compagnie a préféré dépenser cet argent sur les deux sister-ships. Les travaux s'achèvent le 7 avril et le Silja Karneval reprend son service entre Turku et Stockholm le 13.
En 1993, en raison de l'arrivée au sein de la flotte du Silja Europa, EffJohn conclut le 15 octobre un accord sur la vente d'un des deux sister-ships à la compagnie norvégienne Color Line. Si la vente du Silja Festival apparait dans un premier temps comme la plus probable en raison de son retrait de la liaison Turku - Mariehamn - Stockholm au profit d'une ligne reliant la Suède à l'Allemagne dans le cadre d'un partenariat avec la compagnie Euroway s'étant toutefois révélé déficitaire, EffJohn décidera contre toute attente de céder le Silja Karneval qui sera remplacé au sein de la flotte par le navire Frans Suell, affrété au propriétaire d'Euroway.
Le 30 mars 1994, le Silja Karneval achève ainsi sa dernière traversée pour le compte de Silja Line. Le navire quitte Turku le lendemain pour rejoindre Göteborg. Le 6 avril, il est vendu à Color Line.

#### Color Line (1994-2008)

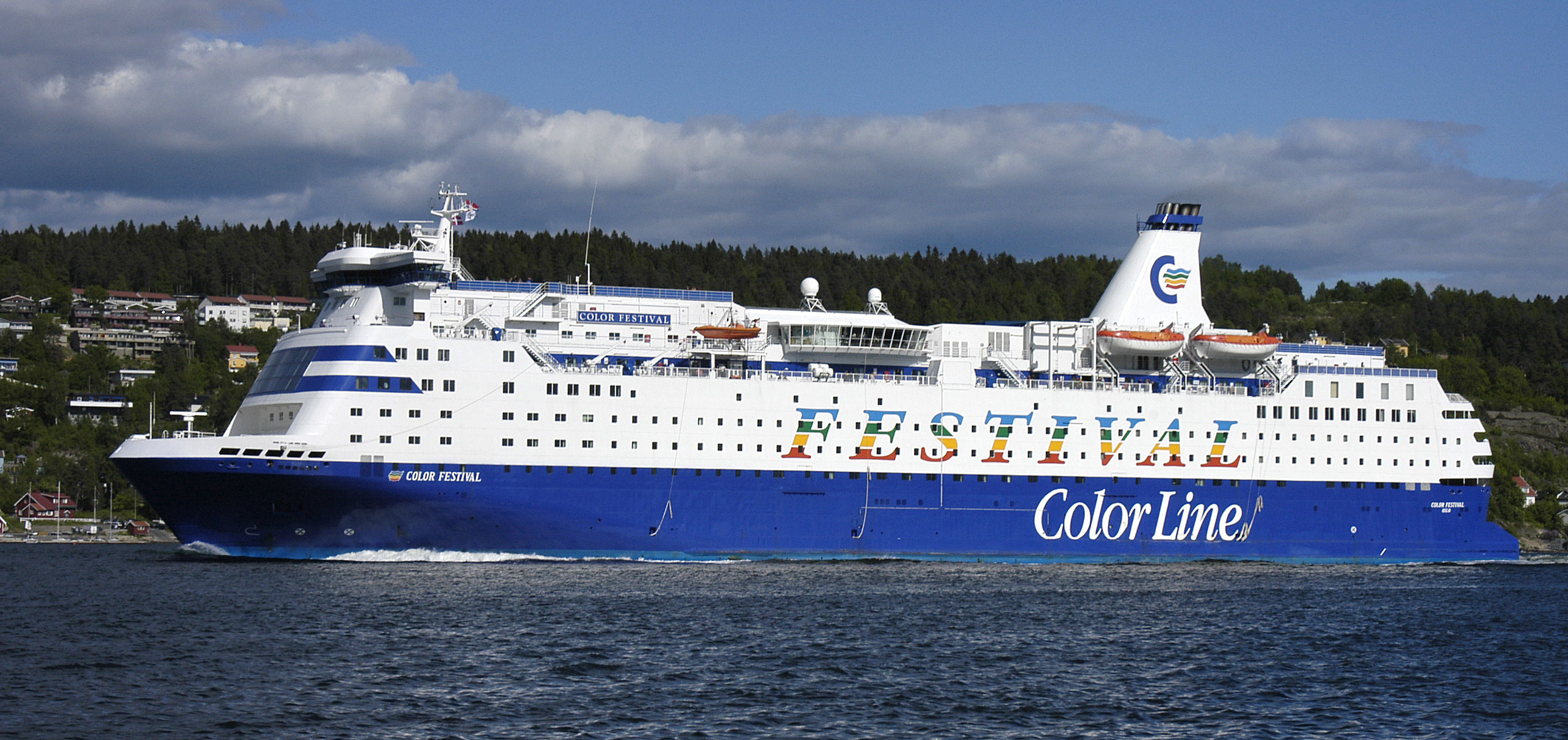
Le Color Festival à Oslo.

Le Silja Karneval est transformé à Göteborg, sa coque est repeinte en bleu foncé. Une fois les travaux terminés, le navire part pour Hirtshals au Danemark, le 24 juin 1994 afin de réaliser ses essais en mer. Il est ensuite présenté au public lors d'une journée portes ouvertes le 26 et le 27 juin avant de rejoindre Oslo le lendemain. Si la logique aurait voulu qu'il soit rebaptisé Color Karneval, le navire sera finalement nommé Color Festival, Color Line ayant en effet présagé la vente du Silja Festival avait au préalable fait imprimer des publicités où le navire avait été présenté comme le Color Festival.
Le Color Festival réalise son premier voyage sous ses nouvelles couleurs le 29 avril 1994 entre Oslo et Hirtshals. Quelques jours plus tard, le 5 mai, le navire subit une avarie hydraulique à Hirtshals et est immobilisé jusqu'au 21 mai.
Du 23 au 25 décembre 1995, à l'occasion du réveillon de Noël, le cruise-ferry est employé pour une mini-croisière à destination d'Aarhus au Danemark.
Le 22 février 2002, la navire endommage son gouvernail à Hirsthals et est retiré du service durant 13 jours afin d'être réparé aux chantiers Blohm & Voss de Hambourg.
Le 15 décembre 2004, le Color Festival rejoint Gdansk afin de subir une nouvelle refonte de ses aménagements intérieurs qui sont modernisés et redécorés. Ces travaux se poursuivent jusqu'au 26 janvier 2005 et le navire reprend son service le 28.
Le 7 avril 2005, le cruise-ferry est redéployé sur la ligne Oslo - Frederikshavn.
Le 21 novembre 2007, le Color Festival est vendu à la société italienne Medinvest S.p.A, filiale gérant la flotte du groupe Corsica Ferries - Sardinia Ferries.
Le navire réalise sa dernière traversée entre la Norvège et le Danemark le 6 janvier 2008, il est ensuite désarmé à Frederikshavn. Le 17 janvier, le Color Festival est renommé Mega Smeralda et passe sous pavillon italien international.

#### Corsica Ferries - Sardinia Ferries (depuis 2008)
Le Mega Smeralda quitte le Danemark le 22 janvier 2008 afin de rejoindre le chantier de Perama en Grèce où doivent s'effectuer les transformations. Le navire atteint la ville hellénique le 31 janvier. La coque est alors repeinte en jaune et des bandes bleues marine sont ajoutées autour des sabords, rappelant la livrée originelle de Silja Line que le navire a arboré de 1985 à 1992. Les travaux prennent fin le 10 juin et le cruise-ferry rejoint Livourne en Italie.
Le Mega Smeralda entame son service commercial le 13 juin 2008 entre Livourne et Golfo Aranci en Sardaigne. Le 20 juin, le cruise-ferry touche pour la première fois la Corse en arrivant au port de Bastia sous grand pavois. Il est alors présenté au public et une cérémonie est organisée à bord par les représentants de la compagnie, notamment Pascal Lota, le fondateur et propriétaire du groupe.

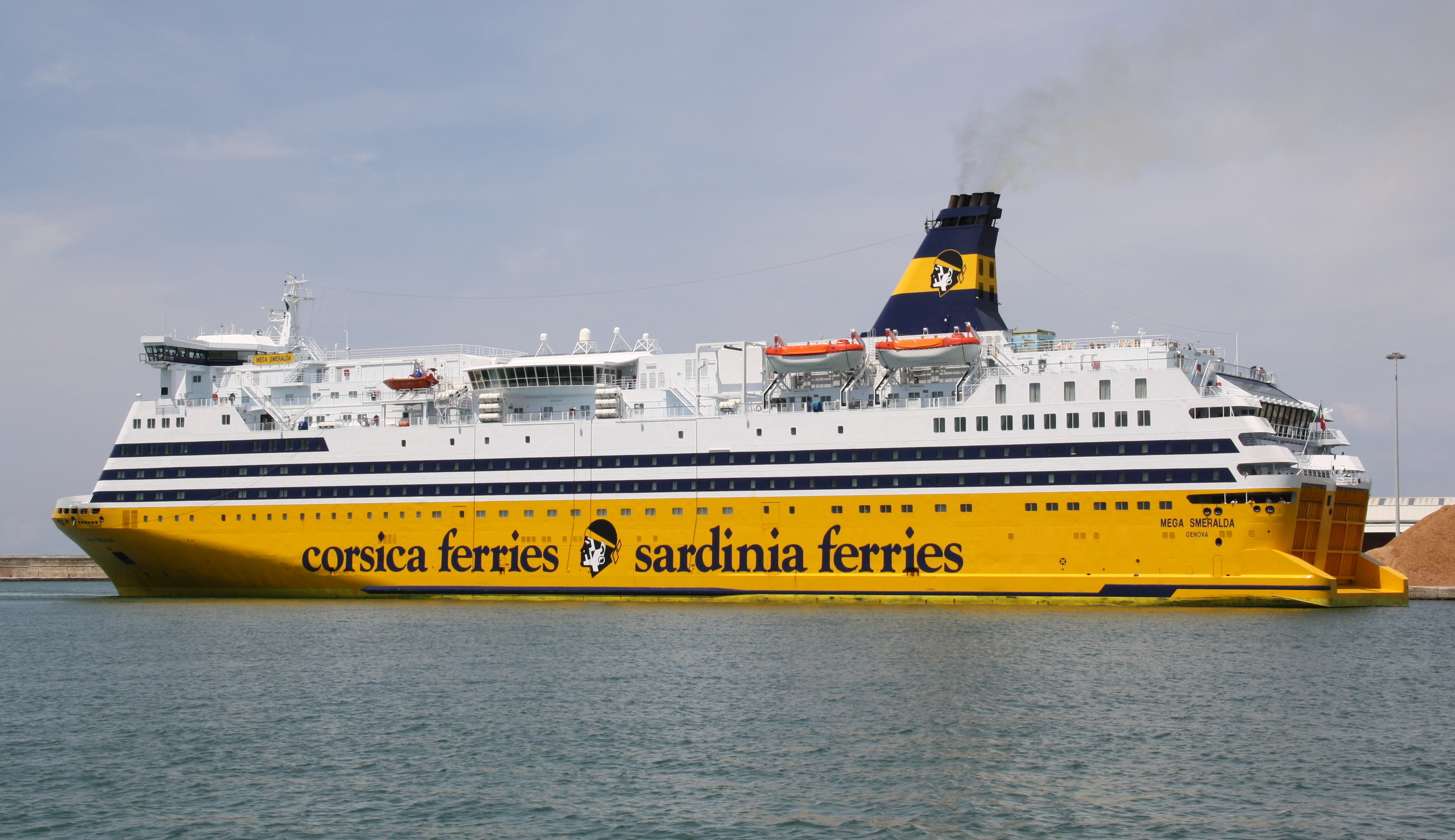
Le Mega Smeralda à Livourne en 2015.

En novembre, après la saison estivale, le navire est transféré sur les lignes entre le continent français et la Corse.
En juin 2013, Le Mega Smeralda assure le transport des coureurs du Tour de France 2013 entre Toulon et la Corse. Parti du port varois le 28 juin, le navire arrive à Porto-Vecchio le 29, marquant au passage son premier toucher dans la cité du sel. Dans le sens retour, le car-ferry convoie le matériel ainsi que des suiveurs le soir de la troisième étape. Les cyclistes empruntent en effet l'avion pour retourner sur le continent.
Le 19 avril 2014, le cruise-ferry assure une mini-croisière entre Toulon et l'Île d'Elbe dans le cadre de la célébration du bicentenaire de l'exil de Napoléon Ier.
En 2015, Corsica Ferries fait l'acquisition du Silja Festival auprès de Tallink, réunissant de ce fait les sister-ships mythiques de Silja Line au sein de la même compagnie après 21 ans de séparation.
Le 4 juin 2016, la proue du navire est légèrement endommagée par une collision avec le Moby Corse victime d'une avarie de barre durant sa manœuvre d'accostage dans le port de Bastia. Les dégâts se limitent cependant à une simple éraflure pour le Mega Smeralda.
Le 17 janvier 2017, le Mega Smeralda, en provenance de Toulon avec à son bord 163 passagers, est bloqué à l'entrée du port de Bastia à cause de fortes rafales compliquant les manœuvres d'accostage. Malgré plusieurs tentatives d'embarquer le pilote à bord, le cruise-ferry n'accoste que 24 heures plus tard, le 18 janvier.

## Aménagements
Le Mega Smeralda possède 13 ponts numérotés du plus bas jusqu'au plus haut de 1 à 12 (la logique aurait été de 1 à 13, cependant, les deux ponts garages sont comptés comme les ponts 3a et 3b, créant ainsi un décalage). Les installations des passagers se situent sur les ponts 9 à 2 tandis que l'équipage occupe les ponts 10, 8, 6, 5 et 4. Les ponts 3a et 3b sont dédiés au chargement des véhicules et du fret.

### Locaux communs
À sa mise en service, le Svea possède de luxueuses installations destinées aux passagers. Le navire dispose de trois espaces de restauration, situés sur le pont 8 (compté comme le pont 7 par les compagnies à cause du garage considéré comme étant le même pont 3 s'étendant en réalité sur deux niveaux) et d'un bar sur le pont 9, surplombé par une imposante baie vitrée. Le Svea propose également à la poupe un petit centre commercial (lieu indispensable sur tous les navires naviguant en mer Baltique), des salles de conférence et aux pont 2 et 1, sous les ponts garages, une piscine, un sauna et un cinéma. En 1992, à la suite d'une importante refonte, le navire, renommé Silja Karneval, se voit ajouter un bar panoramique à la place de son solarium, les espaces intérieurs sont redécorés, le centre commercial est agrandi et une nouvelle baie vitrée est ajoutée à la poupe du navire.
Lorsque le navire est vendu à Color Line en 1994, la compagnie norvégienne réalise de profondes modifications, de nouvelles installations, comme un restaurant mexicain et un Sailor Pub s'ajoutent à celles déjà existantes. Les installations d'origines subissent des changements au niveau de la décoration et de nouvelles moquettes sont installées.
Il en est de même lors de son acquisition par Corsica Ferries - Sardinia Ferries qui remplace le centre commercial par un nouveau bar et supprime les cabines situées sous les ponts garages pour une extension de celui-ci.
Durant son arrêt technique de 2017, les espaces communs sont réorganisés de la manière suivante :
- Dancing Palace, le grand bar avant sur deux étages surplombé d'une verrière occupant les ponts 7 et 8 avec une piste de danse, très animé l'été ;
- Riviera Lounge, confortable bar-salon situé à la poupe sur le pont 8 ;
- Bar Panorama, bar panoramique situé au milieu du navire sur le pont 9, offrant une vue d'ensemble grâce à ses baies vitrées ;
- Il Chiosco, petit bar extérieur situé à l'arrière sur le pont 10 ;
- Dolce Vita, restaurant à la carte situé sur le pont 7 vers l'avant du navire ;
- Yellow's, libre-service situé au milieu du pont 7 proposant une cuisine classique ;
- Gusto, libre-service proposant une cuisine d'inspiration italienne, partageant la même salle que le Yellow's ;
- Sweet Cafe, point de vente situé à proximité des deux précédents proposant des boissons chaudes et fraîches ainsi que diverses pâtisseries.
- Veranda, restaurant buffet situé à la poupe sur le pont 7 ;

En plus de ces prestations, le Mega Smeralda est équipé d'une piscine intérieure et d'un centre de bien-être sur le pont 2 mais aussi d'un espace dédiés aux séminaires sur le pont 8

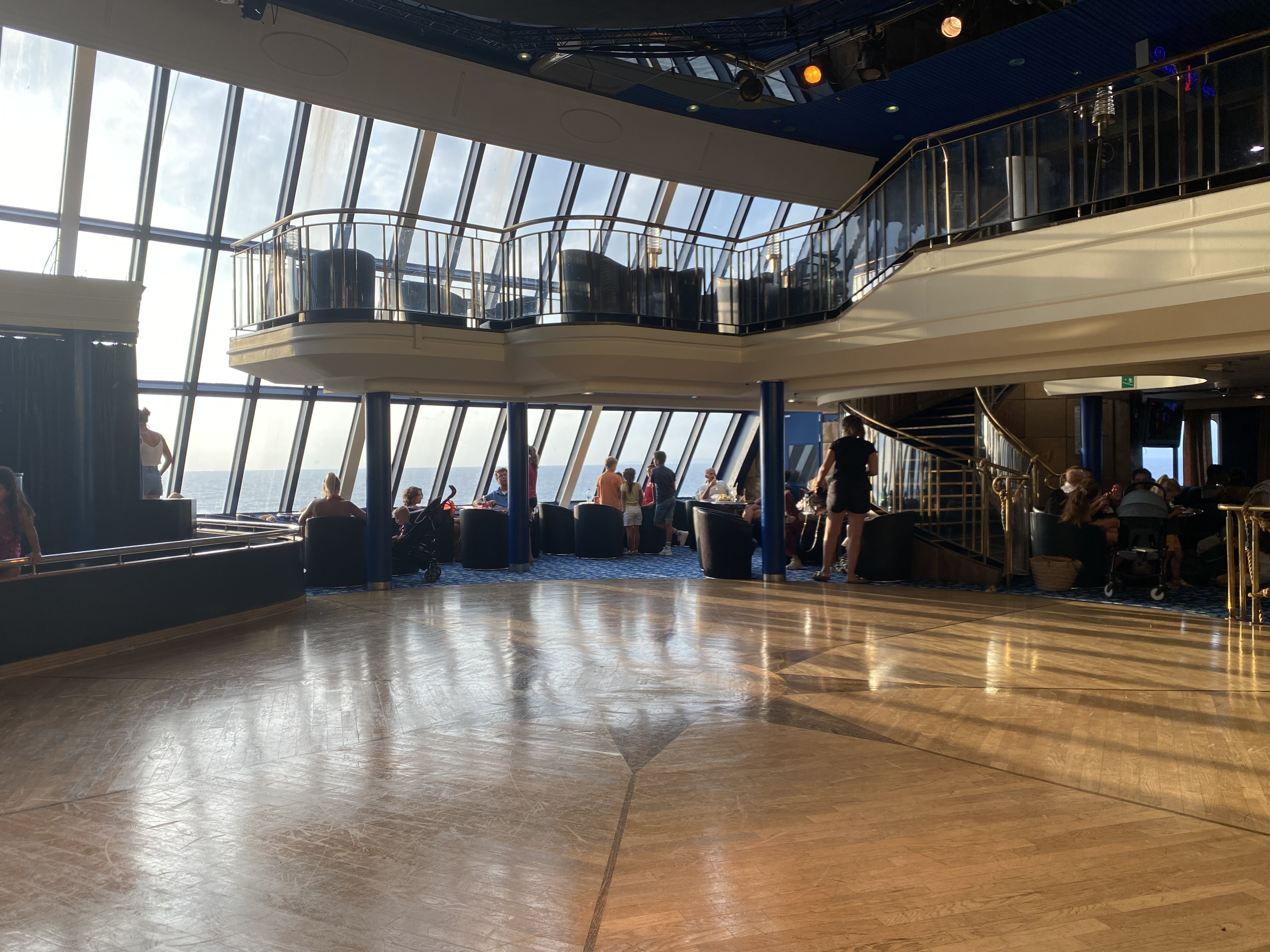
Bar-spectacle Dancing Palace situé à l'avant du navire sur les ponts 7 et 8
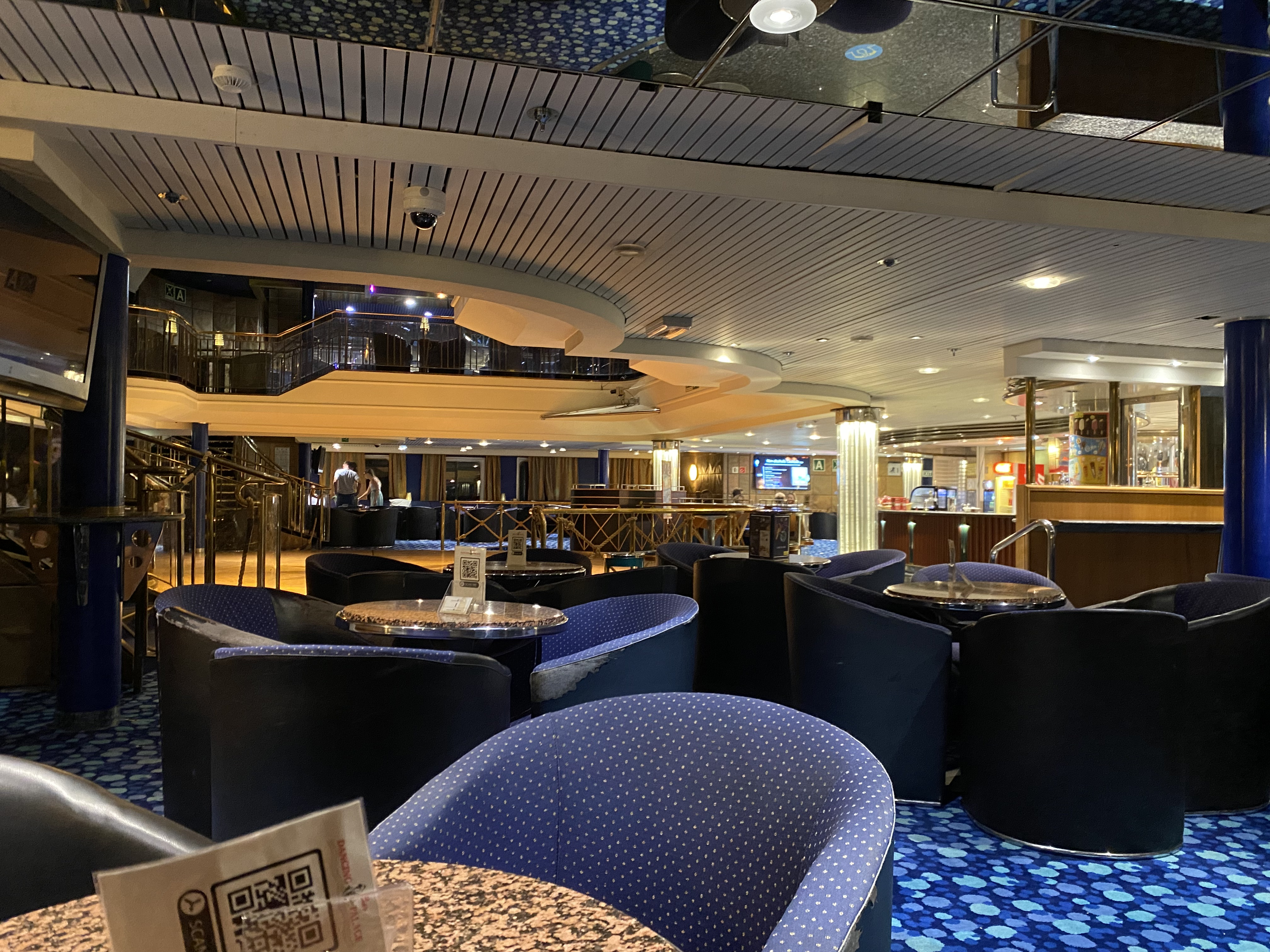
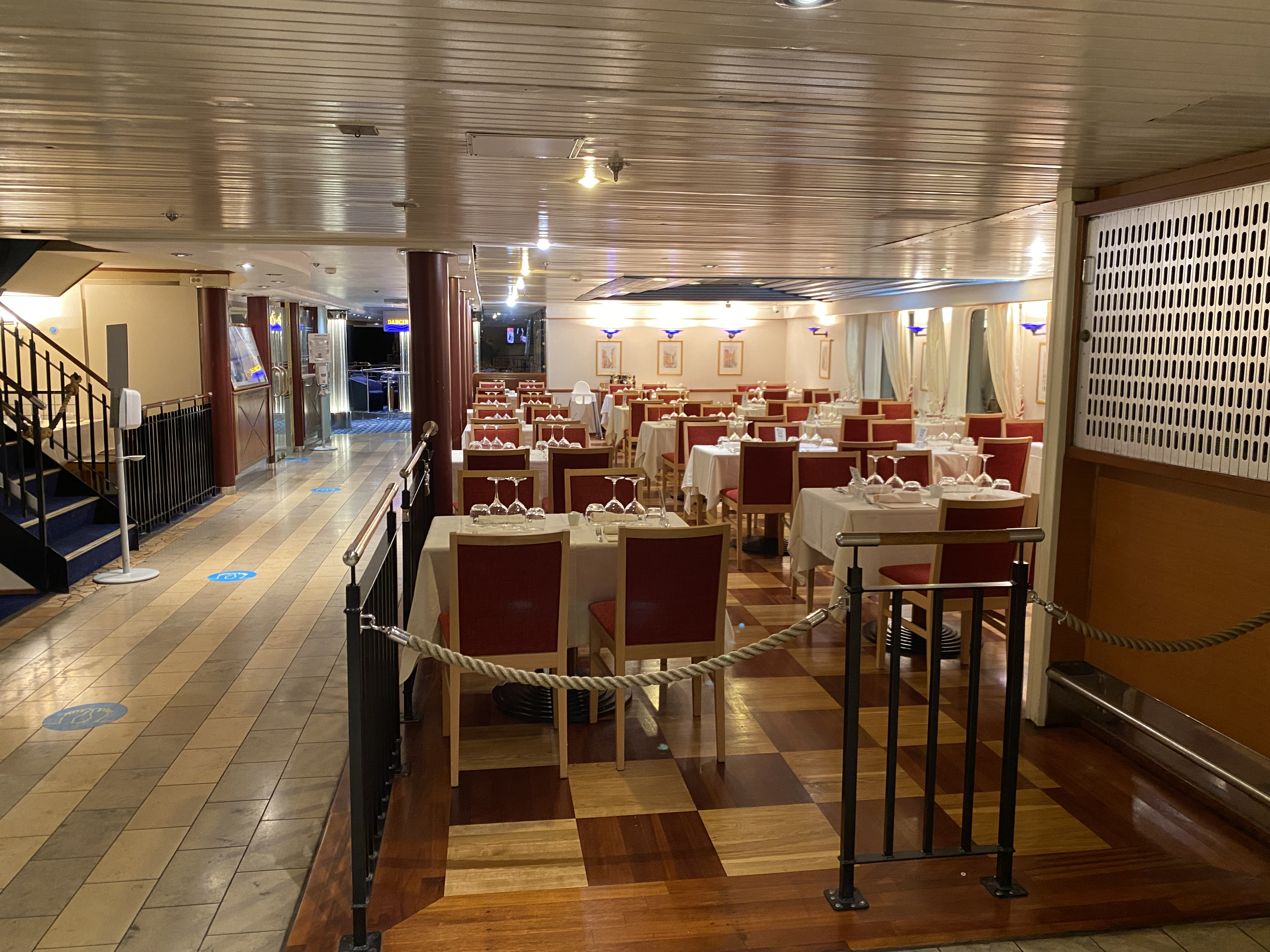
Restaurant à la carte Dolce Vita vers l'avant du pont 7
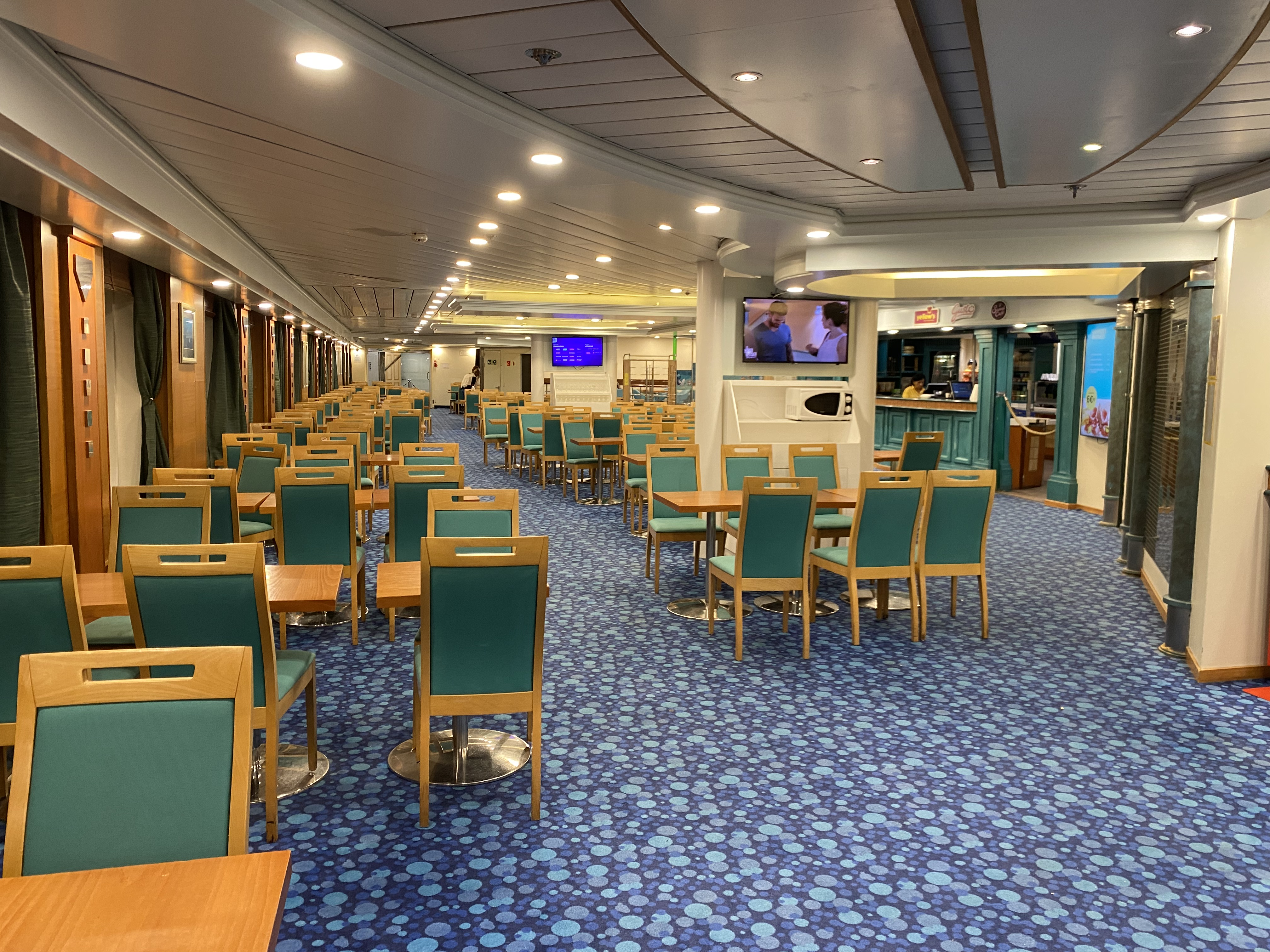
Salle partagée par les points de restauration Yellow's, Gusto et Sweet Café au milieu du pont 7
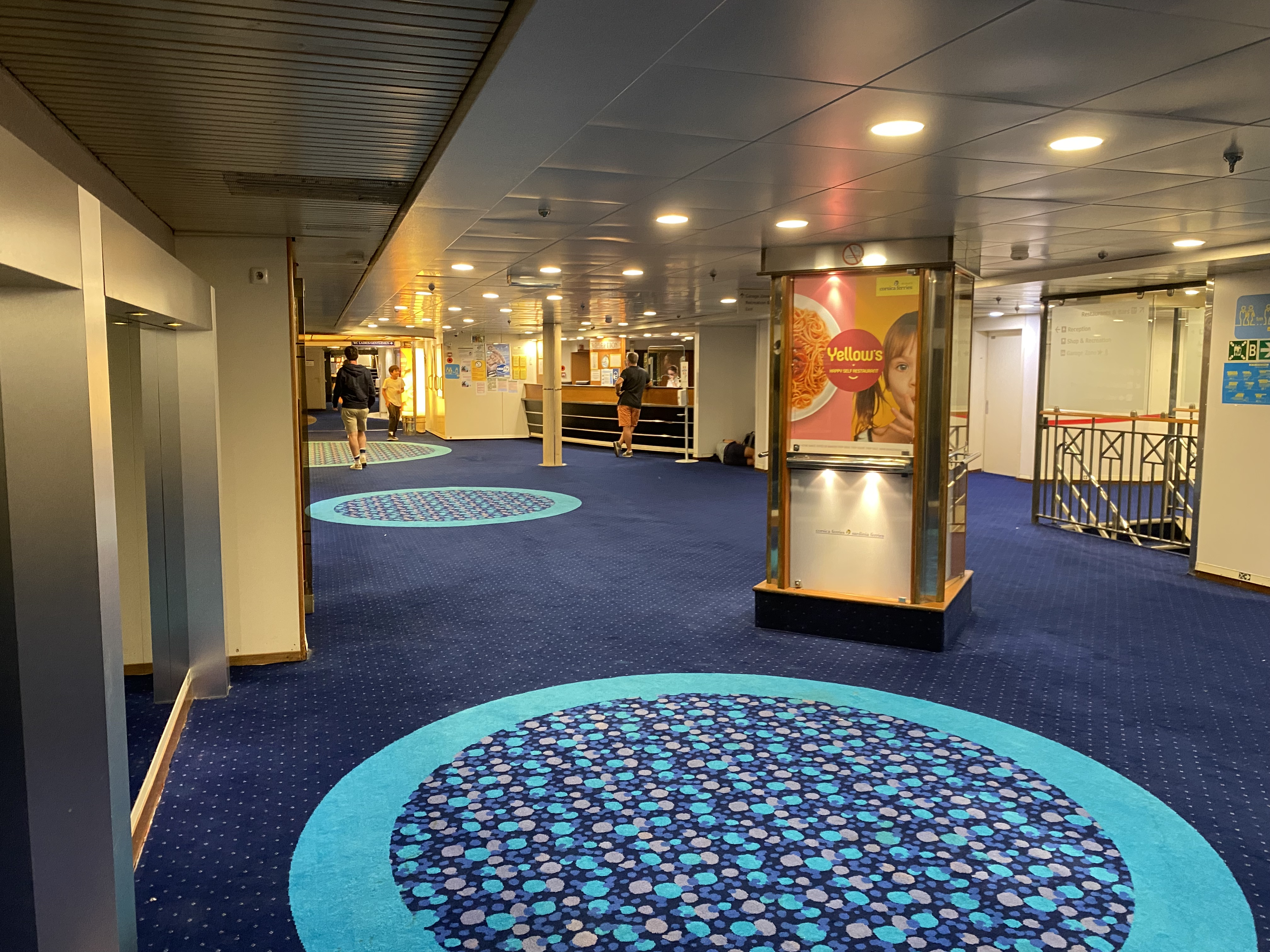
Bureau informations sur le pont 4
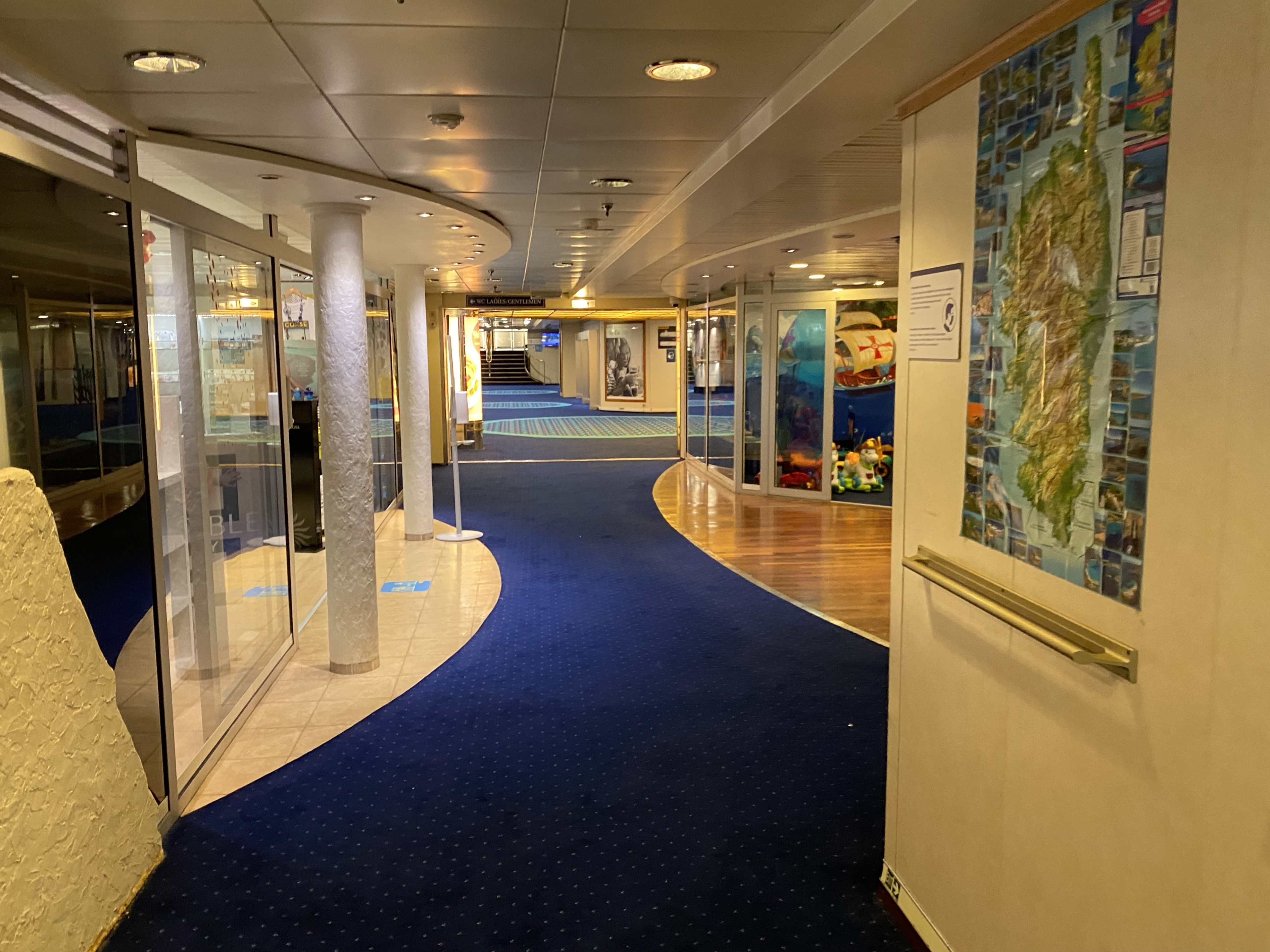
Entrée de la boutique et jeux enfants

### Cabines
Depuis sa mise en service, le Svea dispose d'environ 540 cabines situées sur les ponts 4, 5 et 6. La plupart d'entre elles sont pourvues de quatre couchettes et toutes possèdent des sanitaires complets. À la proue du navire se trouvent des suites avec lit double et d'autres pouvant accueillir jusqu'à quatre personnes. Même si la décoration a été plusieurs fois modifiée depuis la mise en service, La disposition de ces cabines est restée la même depuis 1985.
Jusqu'en 2008, d'autres cabines étaient présentes sur le pont 2, en dessous des ponts garages. Elles seront supprimées à la suite des travaux entrepris par Corsica Ferries visant à augmenter la capacité du garage.

## Caractéristiques
Le Mega Smeralda mesure 168,45 mètres de long pour 27,60 mètres de large, son tonnage est de 34 694 UMS. À l'origine, le navire pouvait embarquer 1 803 passagers et 400 véhicules, sa capacité a été augmentée lors d'une refonte en 2008 à l'occasion de son acquisition par Corsica Ferries, la capacité a donc été portée à 2000 passagers et 560 véhicules. Le garage est accessible par trois portes rampes, deux situées à la poupe et une à la proue. La propulsion du Mega Smeralda est assurée par quatre moteurs diesels Wärtsilä-SEMT-Pielstick 12PC-6V développant une puissance de 26 200 kW entrainant deux hélices faisant filer le bâtiment à une vitesse de 22 nœuds. Le Mega Smeralda possède quatre embarcations de sauvetage de grande taille, deux sont situées de chaque côté vers la poupe du navire. Ces embarcations sont complétées par deux autres plus petites situées à la proue et plusieurs radeaux de sauvetage. Le navire est entre autres doté de deux propulseurs d'étrave facilitant les manœuvres d'accostage et d'appareillage.

## Lignes desservies
Pour le compte de Silja Line, de 1985 à 1994, le Svea, par la suite devenu le Silja Karneval, est placé toute l'année sur la ligne Turku - Mariehamn - Stockholm avec son sister-ship le Wellamo (actuel Mega Andrea naviguant également chez Corsica Ferries).
Lors de son service chez Color Line, de 1994 à 2008, le navire, renommé Color Festival, est affecté aux lignes entre la Norvège et le Danemark sur Oslo - Hirtshals de 1994 à 2005 et Oslo - Frederikshavn de 2005 à 2007.
Durant la saison 2008, pour Corsica Ferries - Sardinia Ferries le Mega Smeralda relie Livourne et Civitavecchia à Golfo Aranci (Sardaigne) et Bastia (Corse).
Fin 2008, le Mega Smeralda est transféré sur les lignes de la Corse.
Le navire assure actuellement les lignes du groupe Corsica Ferries à destination de la Corse et de la Sardaigne depuis Toulon, Nice, Savone et Livourne vers Ajaccio, Bastia, L'Île-Rousse, Porto-Vecchio, Porto Torres et Golfo Aranci.